# Мнячко, Ладислав
Ладислав Мнячко (словац. Ladislav Mňačko; 1919—1994) — самый переводимый словацкий журналист и писатель.

## Биография
Родился 29 января 1919 года в моравском городе Валашске-Клобоуки (чеш. Valašské Klobouky).
Детство и юность провёл в словацком городе Мартин, где сначала был продавцом в аптеке, а позже — рабочим на стройке.
В 1939 году Мнячко предпринял неудачную попытку бежать в СССР, а в 1940 году попытался перейти германско-голландскую границу, за что был отправлен в концентрационный лагерь и на принудительные работы в Германию. В 1944 году ему удалось бежать. Воевал в рядах партизан.
В 1945 году стал членом Компартии Чехословакии. В начале 1950-х годов Мнячко был в числе известных журналистов коммунистического строя Чехословакии. В 1945—1953 годах он работал редактором в чешской газете «Руде право» и словацкой газете «Правда». В 1954—1966 годах он был корреспондентом в европейских и азиатских странах. В 1956 году — главный редактор словацкого журнала «Жизнь культуры».
С течением времени Мнячко разочаровался в идеалах коммунизма и осенью 1967 года эмигрировал в Израиль, протестуя против отношения Чехословакии к арабо-израильской войне. Спустя несколько месяцев вернулся, но был лишен чехословацкого гражданства.
После вторжения войск Варшавского Договора в августе 1968 года последовала длительная эмиграция в Австрию. Мнячко был исключен из Союза словацких писателей, его произведения были запрещены и изъяты из учебников. В 1989 году Ладислав вернулся в Чехословакию. Решительно выступал против отделения Словакии, и после распада в 1993 году единого государства поселился в Праге.
Умер 24 февраля 1994 года во время своего визита в Братиславу.

## Творчество

### Проза
- Смерть зовётся Энгельхен (Smrt' sa volá Engelchen), 1959 г. В русском переводе: Смерть зовётся Энгельхен: Роман / Пер. со словацкого Е. Аронович. М. : Изд-во иностр. лит., 1962; М. : Гослитиздат, 1963. (Роман-газета; № 11 (287)). - роман, основанный на собственном опыте автора в партизанском движении во время Второй мировой войны; описывает судьбу валашского поселения Плоштина. Плоштин - небольшой городок, помогавший партизанам. Партизан Володя находится в больнице с травмой позвоночника. Его мучительная боль сменяется раскаянием. Партизанка Марта приходит к нему в гости и сообщает ему имя офицера, который сжег Плоштину (Энгельхен). Посетив Володь, Марта покончила жизнь самоубийством, потому что продалась немцам, чтобы получить информацию для партизан. Хотя она знает, что она нравится Володе, она ненавидит себя. Володя помнит, как они жили на Плоштине, как жители обеспечивали их жильем и едой. Когда немцы узнали, что жители Плоштины помогают партизанам, они решили уничтожить и сжечь деревню. О замысле узнали партизаны, покинули Плоштину и оставили жителей фашистам.Незащищенный город впоследствии был сожжен фашистами - 24 человека были сожжены заживо, еще трое казнены и один человек подвергся пыткам во время допроса.
- Ночное интервью (Nočný rozhovor), 1966 г. - вызывает в памяти собственные (?) переживания автора в конце войны в Дрездене, как он пережил их как беженец из лагеря, живущий за счет продажи табака на черном рынке. Через 20 лет он возвращается в этот разрушенный немецкий город, и в его руинах оживает ужасающая и страшная реальность немецкого фашизма. В центре его воспоминаний — ответная любовь немецкой девушки, бывшей фанатичной нацистки, казненной ближайшими друзьями за любовь к вражескому солдату, понимаемую как государственная измена. Автор сталкивается с прошлым и настоящим в беседах с девушкой в приемной отеля, которую разрывает внутреннее противоречие по поводу правильности смертного приговора военному преступнику, которым был ее отец.
- Вкус власти (Ako chutí moc), 1968 г.  - на похоронах своего бывшего друга, коммунистического функционера в последние годы жизни и морального крушения, фотограф Франк размышляет о том, что такое власть и каковы ее последствия. Опасность того, что функция, связанная со значительной властью, дегуманизирует человека, деформирует его, превращает в уступчивое орудие зла, вневременна, актуальна до сих пор. Впервые она была опубликована как продолжение в журнале «Пламен» в 1966 году, публикация книги была запрещена. Причиной было сходство героя с фигурой президента А. Новотного. После того, как книга была опубликована в Вене и Лондоне (1967 г.), она также была издана на словацком и чешском языках в 1968 г.
- Товарищ Мюнхгаузен (Súdruh Münchhausen), 1972 г. - гротескный путеводитель по послевоенной истории Коммунистической партии, в котором представлены реальные исторические личности с лишь слегка измененными именами (Гусар - Густав Гусак, Готлес - Клемент Готвальд ...)

Помимо романов, он написал несколько десятков интересных и успешных политических репортажей («U2 не вернется», «Я, Адольф Эйхман», «Там, где кончаются грунтовые дороги», «Запоздалый репортаж» и др.), эссе, рассказов и новелл, а также 4 пьесы.

### Экранизации
- 1960: Смерть зовётся Энгельхен (ориг. Smrť sa volá Engelchen). Телефильм на словацком языке
- 1963: Смерть зовётся Энгельхен (ориг. Smrt si říká Engelchen), художественный фильм - Золотая награда на Международном Московском кинофестивале 1963 г.
- 1971: Die Entführung. Драма, Телефильм на немецком языке
- 1972: Der Tod des Ministers. Драма, Телефильм на немецком языке
- 1972: Der Leuchtturm. Телефильм на немецком языке
- 1973: Der Vorgang. Новелль, Телефильм на немецком языке
- 1974: Das einsame Haus. Драма, Телефильм на немецком языке
- 1974: Die Rache. Телефильм на немецком языке
- 1977: Flucht. Телефильм на немецком языке
- 1994: Rochade. Новелла на немецком языке
- 1995: Какой вкус у смерти. Триллер